# Kunitaka Sueoka
Kunitaka Sueoka (jap. 末岡 圀孝 Sueoka Kunitaka; ur. 1 lutego 1917 w Hiroszimie, zm. 10 listopada 1998) – japoński piłkarz, reprezentant kraju.

## Kariera reprezentacyjna
W reprezentacji Japonii zadebiutował 16 czerwca 1940 w meczu przeciwko reprezentacji Filipin.

## Statystyki
| Reprezentacja Japonii | Reprezentacja Japonii | Reprezentacja Japonii |
| Rok                   | Mecze                 | Gole                  |
| --------------------- | --------------------- | --------------------- |
| 1940                  | 1                     | 0                     |
| Razem                 | 1                     | 0                     |